# Vraca
Vraca (bulharsky Враца) je správním střediskem Vracké oblasti a současně obštiny Vraca. Leží na severozápadě Bulharska a žije tu přibližně přibližně 55 tisíc obyvatel.

## Poloha
Nachází se asi 112 km severně od Sofie, 40 km jihovýchodně od Montany.
Město leží v kotlině na úpatí Vračanské planiny, která je součástí západní soustavy Staré planiny. Protéká tu říčka Vărtešnica, neboli Leva. V blízkosti se nalézají četné jeskyně, vodopády a skalní útvary. Nejznámější z nich jsou jeskyně Ledenika, vodopád Skaklja a soutěska Vracata.

## Historie
Místo osídlili Triballové již ve 7.- 6. století př. n. l., ale ve 3. století př. n. l. se situace změnila. Triballové utrpěli vážné porážky od Keltů a později v letech 179 a 168 př. n. l. je rozdrtil germánský kmen Bastarnů. V roce 29 př. n. l. se stali někteří ze sousedních thráckých vládců spojenci Římanů, čímž upevnili svou osobní moc a také oslabili odpor Triballů a jejich sousedních Moesů proti římským nájezdníkům. Záhy poté je také Marcus Licinius Crassus porazil, ale nadcházející zima způsobila, že začátek římské expanze v těchto zemích začal v roce 28 př. n. l. Vraca se tak stala na dobu téměř 400 let byla součástí Římské říše.
Ve středověku se město jmenovalo Vratica. Tato raně slovanská forma vyjadřuje zdrobnělinu dveří, což se vysvětluje tvarem úzkého horského průsmyku podobného dveřím. Osídlení vzrostlo během druhé bulharské říše. Vraca se stala řemeslným centrem s rozvinutými komoditně-peněžními vztahy. Město vzdorovalo pod velením Radana Vojvody osmanské invazi, nicméně podlehlo.
Během turecké nadvlády byla Vratica hospodářským a správním centrem. V osmanském daňovém rejstříku z roku 1553 je město uváděno pod názvem Uvraca a lze nalézt také İvraca. Přestože město utrpělo značné škody za valašského vpádu pod vedením Michala Chrabrého v roce 1596, dostávaly se místní výrobky (krejčovství, kožedělnictví a zlatnictví) do Lyonu, Vídně, Bukurešti a Konstantinopole. Působil zde Sofronij Vračanský. V roce 1807 se město stalo bojištěm mezi vidinským feudálním pánem Osmanem Pazvantoğlem, který tam prakticky nezávisle vládl, a sultánovými vojsky. Během bulharského obrození došlo k dalšímu rozvoji města, stavěly se kostely a školy, a tak mělo město v polovině 19. století 2 500 domů. V roce 1824 byl zde zaznamenán první pokus o vytvoření nové bulharské církve. Vraca se stala sídlem třetího revolučního okrsku během dubnového povstání; povstání však zde nevypuklo kvůli velkému počtu osmanských vojáků soustředěných v oblasti kvůli očekávané válce se Srbskem a zbabělosti místních představitelů výboru. Město bylo osvobozeno od turecké nadvlády 9. listopadu 1877.
Po osvobození se město stalo součástí nově založeného Bulharského knížectví. Etablovalo se jako významné výrobní centrum, ve kterém tradiční řemesla na svou dobu přerostla v moderní průmysl. Vyhláškou č. 317 ze dne 26.6.1880 získalo město statut okresního centra. V roce 1896 byla ve městě otevřena první výzkumná instituce v Bulharsku v oblasti zemědělství. Byly zde postaveny závody na zpracování hedvábí a v roce 1903 zde byla založena první škola hedvábí v Bulharsku včetně školní tkalcovny. Vznikl zde také strojírenský závod Mito Orozov, který od roku 1883 vyráběl vozidla, za což byl na první bulharské výstavě v Plovdivu v roce 1892 odměněn zlatou medailí. Na mezinárodní soutěži vín a likérů v roce 1896 v Bruselu obdržel místní vinař Stefan Krăskjov zvláštní cenu a diplom. V prvních letech 20. století bylo město známé svou pokračující podporou Progresivní liberální strany. Dne 30. září 1923 byla většina města vypálena v důsledku požáru ve vojenském muničním skladu; vyhořelo 500 domů. Během druhé světové války bylo město bombardováno. V květnu roku 1966 se protrhla hráz odkaliště olovo-zinkových dolů a Vraca byla zaplavena 450 000 m³ masy vody a kalu těžkých kovů a kyanidů. Byly postiženy především jihozápadní čtvrti a centrum; oficiálně bylo hlášeno 107 mrtvých, podle pozdějších odhadů bylo obětí přes pět set, 2 000 lidí bylo zraněno, více než 150 domů bylo zničeno. V roce 2003 zastavil činnost závod na výrobu hnojiv a také velká část větších znečišťovatelů, což dramaticky zlepšilo ekologickou situaci ve městě.
Od roku 2005 nese jméno města hora Vratsa Peak, hora na ostrově Greenwich v Antarktidě.

## Obyvatelstvo
Ve městě žije 56 714 obyvatel a je zde trvale hlášeno 66 921 obyvatel. Podle sčítání 1. února 2011 bylo národnostní složení následující:
- Bulhaři: 53 275 (97.3 %)
- Romové: 1 045 (1.9 %)
- Turci: 54 (0.1 %)
- ostatní: 401 (0.7 %)

## Partnerská města
- Bor, Srbsko
- Sumy, Ukrajina